# Ökozid
Ökozid es una película hecha para la televisión producida por ARD (Grupo de Trabajo de las Autoridades de Radiodifusión de la República Federal de Alemania) y dirigida por Andres Veiel. El título hace referencia al término ecocidio, utilizado de forma diversa. La película se emitió por primera vez el 18 de noviembre de 2020 como parte de la semana temática de ARD  #WieLeben (#Cómovivir en español) en Das Erste (primera cadena de televisión en Alemania). El tema, Die Klimakrise – Deutschland auf der Anklagebank, la crisis climática, Alemania en el banquillo en español, también se trató en el programa de entrevistas que siguió al film, titulado maischberger. La película estaba disponible anteriormente en la biblioteca multimedia de ARD.

## Argumento
La película gira en torno a la pregunta de si existe un derecho a una naturaleza intacta. En su trama y según los demandantes del artículo 6 de la Convención de las Naciones, que establece el derecho a la vida, se puede inferir que la República Federal de Alemania ha incumplido su obligación, en términos de derecho internacional, de actuar contra el aumento de la concentración de CO2 en el mundo. Se trata de una demanda interpuesta en julio de 2034 ante la Corte Internacional de Justicia por 31 países del Sur Global, que exigen a Alemania una indemnización anual de 60.000 millones de euros por los daños causados por el calentamiento global. Los demandantes están representados por las abogadas Larissa Meybach (activista contra el carbón desde una temprana edad) y su jefa Wiebke Kastager, que negocia en secreto un acuerdo con el abogado que defende a Alemania, Victor Graf, a espaldas de Meybach.
Los telediarios, entre ellos el presentado por Ingo Zamperoni, informan que el tribunal se reúne en el distrito berlinés de Tegel, ya que el edificio de la Corte en La Haya ha tenido que ser evacuado tras la tercera marejada ciclónica consecutiva. El proceso está a cargo del juez suizo Hans-Walter Klein, acompañado en el estrado por tres mujeres y otro hombre. Comparecerán como testigos en el proceso Gerhard Schröder, quien se encuentra en Rusia recibiendo tratamiento médico debido a problemas de salud por lo que no puede asistir de forma presencial y Angela Merkel, que asiste de forma parcial, es interrogada y hace una declaración final. 
La defensa presenta como testigo, entre otros, al agricultor de Brandeburgo Hannes Schwerdtner, a quien, debido a la sequía y los incendios forestales que se muestran en los reportajes de noticias, le quedan pocas vacas. De este modo, se argumenta que el cambio climático también afecta a los alemanes, que necesitan ser asistidos. 
Sulab Makan, abogado de Bangladés, destaca en el estrado las consecuencias de las inundaciones y la deforestación. Estas deforestaciones se realizaron con el fin de construir centrales eléctricas de carbón, financiadas con fondos del Banco de Desarrollo del Estado de la República Federal de Alemania (KfW, por sus siglas en alemán). 
Además, se muestran imágenes de la ministra federal de Medio Ambiente, Angela Merkel, que calificó de «insatisfactoria» la reducción de gases de efecto invernadero acordada en la Conferencia de Kioto de 1997, que sólo se aplicaría a partir de 2012. También se puede ver al entonces canciller Gerhard Schröder en una visita a una mina de carbón. El contenido aborda, además, un debate sobre los SUV y los límites de dióxido de carbono impuestos a la industria automotriz.
Junto a las grabaciones, se ve a los personajes durante las pausas de negociación bajo la luz deslumbrante de un verano abrasador. Por otra parte, el joven operador de redes sociales, Laurenz Opalka, manipula las grabaciones de la sala del tribunal con el fin de incitar protestas públicas que luego son difundidas por los medios de comunicación.  
Tras la retirada del mandato de Kastager por parte de los demandantes debido a su intención de llegar a un acuerdo, Meybach logra una condena contra la República Federal de Alemania.

## Antecedentes históricos
Los antecedentes históricos de la película se basan en la tesis doctoral del politólogo Matthias Corbach, quien investigó el cabildeo de las grandes empresas energéticas en Alemania con motivo de la introducción del régimen de comercio de derechos de emisión de la UE. Con el fin de obtener el acceso necesario a archivos para su investigación, Corbach previamente, libró y ganó una batalla legal de varios años contra la Cancillería Federal y el Ministerio Federal de Economía.

## Escenarios legales
Para confeccionar el guion, los autores de la película, Andres Veiel y Jutta Doberstein, mantuvieron conversaciones con científicos del Instituto Max-Planck de Derecho Público Comparado y Derecho Internacional de Heidelberg.

## Comprobación de datos científicos
Dos científicos de la Sociedad Max-Planck, el Dr. Hauke Schmidt, del Instituto Max-Planck de Meteorología, y el Dr. Thomas Sparks, del Instituto Max-Planck de Derecho Público Comparado y Derecho Internacional, junto al YouTuber Doktor Whatson, analizaron rigurosamente la película y examinaron la plausibilidad de los escenarios meteorológicos y jurídicos presentados en la misma.

## Recepción
La película generó controversia. El 16 de noviembre de 2020 Gabriele Schoder declaró en el Badische Zeitung: «... Lo que Andres Veiel y su coautora Jutta Doberstein nos proponen no es poca cosa. Ya se trate de obstáculos para conseguir un sistema europeo eficaz de gestión de las emisiones en el ámbito europeo durante el gobierno de Schröder o de la desactivación de las regulaciones sobre contaminantes para automóviles durante el gobierno de Merkel, Veiel se centra en hechos, cifras y detalles». Schoder se pregunta: «¿No debería el galardonado director quizás haber convertido su meticuloso material de investigación en un documental, que de todas formas es su verdadera especialidad?». La respuesta que se dio a sí misma fue: «No. Porque es precisamente la presentación semificcional, combinada con una potente banda sonora e imágenes de inundaciones, huracanes, sequías y muertes de animales lo que abre la puerta emocionalmente a un examen diferenciado del tema». No hay duda de que Veiel está horrorizado por los fracasos de la política climática alemana de los últimos veinte años, pero nunca utiliza clichés agitadores». La película y el tema son «no sólo agotadores [...], sino también informativos, bien interpretados y cada vez más emocionantes». Y la película llega «exactamente en el momento oportuno: en el marco del debate sobre el Pacto Verde Europeo, la reducción de emisiones y el hidrógeno figuran en el orden del día del 18 de noviembre, seguidos una semana después por las energías renovables en el sector del transporte».
Impresionado por los éxitos electorales de los verdes y del movimiento Fridays for Future, el director Andres Veiel (Black Box BRD) presenta el juicio como un teatro de cámara intensamente realista. El plan original era hacer un documental sobre el fracaso y los obstáculos de la política climática alemana, y se nota. «El peso de las cifras, citas y fragmentos informativos de la película (Merkel sobre las decisiones de Kioto) ejerce una gran influencia sobre el evento», comentan Arno Frank y Gerald Traufetter en Der Spiegel. En «Ökozid», «el dedo índice moral se levanta con gusto y frecuencia, con demasiada frecuencia». 
El juez interpretado por Edgar Selge, por ejemplo, «muestra su simpatía hacia los eco-guerreros». El abogado Ulrich Tukur, que representa a la República Federal de Alemania, es «un picapleitos pedante» Y, además: «Sin embargo, en el banquillo de los acusados solo se sienta la excanciller. Una bonita ironía de la película es que Gerhard Schröder prefiere ser tratado "en la Federación Rusa" debido a su mala salud en 2034». El dilema tanto dramático como didáctico de «Ökozid» radica en que lo que hoy se puede evitar, en 2034 ya no podrá evitarse. Este nudo gordiano se desata al final, después de varios giros, precisamente con un grandilocuente discurso de la excanciller. Y este, por muy instructivas que sean la lección y las nobles intenciones, roza la cursilería, Merkel.
Alex Rühle, en el periódico Süddeutsche Zeitung, señalaba que Andres Veiel se había hecho famoso por la minuciosa investigación con la que sustenta sus documentales (Blackbox BRD, Die Spielwütigen). Aquí ha «cambiado de género y ha rodado un largometraje ambientado en el futuro». [...] «Esta película se convierte por tanto en una audaz obra artística en la que los verdaderos protagonistas son los hechos y los argumentos». El motivo: «Demuestran que Alemania lleva desde hace 30 años bloqueando y anulando toda política medioambiental coherente».
Kurt Sagatz elogió la película en el periódico Tagesspiegel: «Además, la película no teme nombrar a empresas como RWE y Vattenfall, así como a BMW y Daimler-Benz, ni abordar el cabildeo».
Oliver Jungen aclaró en el periódico Frankfurter Allgemeine Zeitung: «Da la impresión de que “Ökozid” no sólo pertenece al género de películas de condena en las que la moral es exageradamente elevada, populares de este país, lo que requiere una conciencia muy pura (la cuestión de: "Aquel que esté libre de pecado, que tire la primera piedra"), sino que lo lleva a un nuevo nivel mediante una justicia de apariencias y farsa judicial». Jungen continuó señalando que «identificar retrospectivamente a los culpables» era de poca utilidad para el clima social, dado que «sólo podemos afrontar lo que nos afecta juntos».
Para Maximilian Haase estaba claro: «No puede haber una película más relevante. Hay una cuestión clave en la actualidad que debe ser aclarada: ¿están obligados los países a tomar medidas contra el cambio climático?».
Wolfgang Platzeck, del periódico WAZ opinaba lo siguiente: «La película “Ökozid” es un thriller judicial con un elenco cautivador, verdaderamente sensacional para los estándares de la televisión alemana».
En el periódico Jüdische Allgemeine, Jan-Philipp Hein rechazaba la película: «El verdadero escándalo es la chapuza que la ARD ha producido aquí, que parece concebida por la secta apocalíptica “Extinction Rebellion”: ambos guionistas, como puede apreciarse, tuvieron en mente los Juicios de Núremberg mientras desarrollaban el concepto de la película. Por lo tanto, hay que decirlo todo claro: pretendían nada menos que relativizar el holocausto (aquí Jan-Philipp hace referencia a la Historikerstreit). Y con esto, son parte de un discurso sobre el clima generalmente importante y cierto, pero que lleva desde hace algún tiempo completamente fuera de control y terriblemente requemado. [...] Fue el fundador de “Extinction Rebellion”, Roger Hallam, el que un año antes en una entrevista para Der Spiegel declaró: “El cambio climático sólo es el conducto por el cual el gas circula hacia la cámara de gas. Sólo es el mecanismo mediante el cual una generación matará a otra”. Que ARD haga una película basada en la idea tras esta frase, en la que ninguna sílaba ni reflexión son correctas, y que semejante idea logre atravesar todos los medios de radiodifusión hasta ser emitida en horario de máxima audiencia en el canal principal, no es otra cosa que un escándalo […]».
Stefan Reinecke opinaba así de la película: «Veiel no escenifica ningún tribunal del “bien contra el mal”, sino una lucha retórica entre el sólido pragmatismo federal alemán dirigido por el interés y la ética mundial. Muchos planos conjuntos, pocos planos cortos. “Ökozid” no pretende sugerir el debate, sino abrirlo».
Christiane Grefe explicaba en el periódico Zeit: … En los tribunales, las partes interesadas de la historia son llamadas a declarar, aunque la mayoría lo hace con un nombre inventado y sus testimonios se fundamentan en base a la revisión de documentos. Esto es lo que representa el multigalardonado director Andres Veiel. Sus documentales y largometrajes, así como sus obras de teatro (Black Box BRD, Das Himbeerreich) oscilan a menudo entre la interpretación y la realidad, pero siempre están minuciosamente investigados. […] el esclarecedor teatro de cámara consigue un inmenso suspense gracias a su explosividad.